# 아크로폴리스 랠리
아크로폴리스 랠리 오브 그리스(영어:  Acropolis Rally of Greece, 그리스어: Ράλλυ Ακρόπολις)는 그리스에서 열리는 랠리 자동차 경주 대회이다. 그리스 자동차 투어링 클럽(ELPA) 주관으로 1951년 처음 열렸으며 1973년부터 월드 랠리 챔피언십의 랠리로 포함되었다.